# Spirogyra (группа)
Spirogyra (читается Спа́йроджа́йра) — британская фолк-рок-группа из Кентербери. Музыкальный стиль ансамбля — смешение английской народной музыки елизаветинской эпохи, фолк-рока, прогрессивного рока. Для определения их оригинальной стилистики применялся термин «романтический фолк-рок». Состав ансамбля довольно сильно отличался от типичной рок-группы и был ориентирован на камерное звучание преимущественно акустических инструментов.

## Творческий путь
S. сформировалась в конце 1960-х годов, в первый состав вошли Барбара Гэскин (Barbara Gaskin, вокал, позже — в Hatfield & the North), Мартин Коккерхэм (Martin Cockerham, вокал, гитара, основной автор), Джулиан Кьюсак (Julian Cusack, скрипка, фортепиано) и бас-гитарист Стив Боррилл (Steve Borrill). «Главным образом они использовали акустические инструменты для исполнения своих хрупких и умиротворенных песен, вдохновленных волшебными сказками средневековья».
Первый альбом — «St. Radiguns» — был выпущен в 1971 году на лейбле B&C records. Камерное, неро́ковое звучание, необычные мелодии, голос Барбары Гэскин — всё это привлекло внимание к ансамблю как критики, так и публики; диск разошёлся тиражом более 100000, что для столь некоммерческой музыки является достижением. Обозреватели констатировали, что в британском фолк-роке Spirogyra одна из ведущих команд. Среди наиболее ярких пьес на альбоме можно назвать «Time Will Tell», «Cogwheels', Crutches and Cyanide» и «The Future Won´t Be Long». Гостевое участие в записи этого, как и последующих двух альбомов, принял ударник Дейв Мэттекс из Fairport Convention.
В следующем году появился второй альбом, «Old Boot Wine». Записанный при поддержке сторонних музыкантов, альбом получился более ро́ковым и динамичным. Бо́льшая роль отведена и барабанным партиям Мэттекса, которые на прошлом альбоме играли эпизодическую роль. Мелодии песен стали прямолинейнее, хотя на альбоме нашлось место и для хрупких акустических баллад. Лучшие песни: «Wings of Thunder», «Dangerous Dave», «Disraeli’s Problem».
После выхода «Old Boot Wine» группу покинули Кьюсак и Боррилл, и, хотя они и приняли участие в записи третьего и последнего альбома S. «Bells, Boots & Shambles» наряду с другими приглашёнными артистами, официально S. стала дуэтом. Вышедший в 1973 году на фирме Polydor, альбом представляет собой пленительную коллекцию романтических и меланхолических песен.
В следующем 1974 году ансамбль прекратил свою деятельность. Записи S., особенно первые два альбома, до сих пор вызывают интерес любителей прогрессивной музыки.

## Дискография

### Альбомы
- St. Radigunds — 1971  [B&C]
- Old Boot Wine — 1972  [Pegasus records]
- Bells, Boots and Shambles — 1973  [Polydor]

### Сборники
- We Were a Happy Crew — 1999 — сборник избранных композиций
- Burn the Bridges — 2000 — архивные демозаписи
- A Canterbury Tale — 2006 — ретроспективное двухдисковое издание